# Ophiostoma cuculatum
Ophiostoma cuculatum är en svampart som beskrevs av H. Solheim 1986. Ophiostoma cuculatum ingår i släktet Ophiostoma och familjen Ophiostomataceae.   Inga underarter finns listade i Catalogue of Life.